# Renealmia racemosa
Renealmia racemosa là một loài thực vật có hoa trong họ Gừng. Loài này được Poepp. & Endl. miêu tả khoa học đầu tiên năm 1838.